# 모직 조례
모직 조례(Woolen Act, Wool Act of 1699)는 잉글랜드 의회에 의해 1699년 제정된 조례로 잉글랜드 무역을 보호하고 식민지 산업을 조절하기 위해 식민지 주민들의 잉글랜드를 제외한 다른 나라로의 양털, 실, 모직물의 수출을 금지했다.